# Pseudomiccolamia siamensis
Pseudomiccolamia siamensis är en skalbaggsart som först beskrevs av Stefan von Breuning 1938.  Pseudomiccolamia siamensis ingår i släktet Pseudomiccolamia och familjen långhorningar. Inga underarter finns listade i Catalogue of Life.